# Piccolo mondo antico (miniserie televisiva 2001)
Piccolo mondo antico è una miniserie televisiva liberamente tratta dall'omonimo romanzo di Antonio Fogazzaro e trasmessa in prima visione su Canale 5 il 13 febbraio 2001.